# Oedignatha escheri
Oedignatha escheri är en spindelart som beskrevs av Eduard Reimoser 1934. Oedignatha escheri ingår i släktet Oedignatha och familjen flinkspindlar. Inga underarter finns listade i Catalogue of Life.